# Rendezvous Peak
Der Rendezvous Peak ist mit einer Höhe von 3331 m der höchste Berg im Bergmassiv des Rendezvous Mountain in der südlichen Teton Range im US-Bundesstaat Wyoming. Er liegt auf der Grenze des Bridger-Teton National Forest zum Caribou-Targhee National Forest, rund einen Kilometer südlich des Grand-Teton-Nationalparks und bildet den höchsten Punkt des Grats, der sich von Apres Vous Peak über Rendezvous Mountain und Cody Peak nach Südwesten zieht.

## Belege
1. ↑  Peakbagger: Rendezvous Peak. Abgerufen am 6. Januar 2022.
2. ↑  Naturalatlas: Rendezvous Mountain. Abgerufen am 6. Januar 2022 (englisch).